# Stadio Maktum bin Rashid Al Maktum
Lo stadio Maktum bin Rashid Al Maktum, noto anche come stadio Al-Shabab, è uno stadio di calcio che si trova in Al-Rasheed Road a Dubai, capitale degli Emirati Arabi Uniti.
Lo stadio ha 18.000 posti a sedere ed è dotato della pista d'atletica intorno al campo; tutti i settori sono totalmente coperti.
Il proprietario dello stadio e l'attuale presidente dell'Al-Shabab, lo sceicco di Dubai Maktum bin Rashid Al Maktum, che ha fatto costruire lo stadio nel 1994 in occasione della Coppa d'Asia 1996 tenutesi negli Emirati Arabi Uniti.
Lo stadio è stato inoltre una delle sedi del campionato del mondo Under-20 del 2003 e della Coppa d'Asia 2019.
Nel 2007 nello stadio si è disputata un'amichevole tra la Germania e gli Emirati Arabi Uniti, finita con la vittoria per 3-0 dei tedeschi. In occasione di questa partita si è registrata l'affluenza record dello stadio, con 17.000 spettatori.
Nel 2007 e nel 2008 lo stadio ha ospitato le due edizioni del torneo amichevole la Dubai Cup, vinte rispettivamente da Benfica e Sport Club Internacional.

## Incontri del mondiale Under-20 del 2003
- Colombia -  Egitto 0-0 (Girone D)
- Giappone -  Inghilterra 1-0 (Girone D)
- Inghilterra -  Egitto 0-1 (Girone D)
- Giappone -  Colombia 1-4 (Girone D)
- Colombia -  Inghilterra 0-0 (Girone D)
- Egitto -  Giappone 0-1 (Girone D)
- Argentina -  Egitto 2-1 (Ottavi di finale)
- Stati Uniti -  Costa d'Avorio 2-0 (Ottavi di finale)

## Incontri della Coppa d'Asia 1996
- Emirati Arabi Uniti -  Corea del Sud 1-1 (girone A)
- Indonesia -  Kuwait 2-2 (girone A)
- Emirati Arabi Uniti -  Kuwait 3-2 (girone A)
- Corea del Sud -  Indonesia 4-2 (girone A)
- Emirati Arabi Uniti -  Indonesia 2-0 (girone A)
- Corea del Sud -  Kuwait 0-2 (girone A)

## Incontri della Coppa d'Asia 2019
- Kirghizistan -  Filippine 3-1 (girone C)
- Arabia Saudita -  Corea del Nord 4-0 (girone E)
- Turkmenistan -  Uzbekistan 0-4 (girone F)
- Corea del Sud -  Bahrein 2-1 (ottavi di finale)

## Dubai Cup

### 2007
| 9 gennaio 2007 | Benfica | 0 – 0 (5-4 d.c.r.) | Lazio | Dubai |

### 2008
| Arbitro: | Mohammed Omer |

|             |           |                          |
| 40' Jiménez | Marcatori | 2' Fernandão, 66' Nilmar |